# Caterham CT01
La Caterham CT01 è un'automobile monoposto sportiva di Formula 1 costruita dal Caterham F1 Team, per partecipare al Campionato mondiale di Formula 1 2012.
È stata presentata il 25 gennaio 2012 sul sito ufficiale della Formula 1.
La vettura è stata progettata sotto la guida del direttore tecnico Mike Gascoyne ed è la terza vettura prodotta dal team e la prima a portare il nuovo nome della squadra, in seguito alla rinomina del Team Lotus, alla fine del 2011. La presentazione era stata programmata per il 26 gennaio, ma si è deciso di anticipare di un giorno. La vettura è stata guidata da Heikki Kovalainen e Vitalij Petrov. L'olandese Giedo van der Garde e lo statunitense Alexander Rossi sono indicati come collaudatori.

## Livrea e Sponsor
La livrea è la stessa dello scorso anno: verde con una fascia gialla. Tra gli sponsor spiccano maggiormente AirAsia, Tune Group, Naza, CNN e General Electric.

## Sviluppo
Sulla CT01 sono state introdotte una serie di novità, come il frontale con uno scalino tra il muso e la cellula di sicurezza della vettura (definito dal direttore tecnico Mike Gascoyne, "da ornitorinco"), gli scarichi alti e le fiancate "estremizzate". Il propulsore utilizzato è l'otto cilindri a V RS27 della Renault F1, lo stesso di Red Bull, Lotus e Williams; la vettura è dotata di KERS e di una trasmissione a sette rapporti di origine Red Bull. Il telaio è stato posto più in alto per favorire il flusso d'aria nelle zone basse.
Come la maggior parte delle scuderie ha preferito ammorbidire lo scalino, andando a 'scavare' la parte interna della scocca. Abbassandola, quindi, quanto basta per non rendere netta la differenza tra questa e il muso. La soluzione appare meno netta e vistosa per via di un'altezza inferiore della linea di cintura del telaio.

## Scheda tecnica

### Telaio
- Monoscocca a nido d'ape in fibre di carbonio e materiali compositi. Corpo vettura in materiali compositi
- Ammortizzatori: Penske e Multimatic
- Pneumatici: Pirelli P Zero
- Strumentazione: MES
- Cerchi: BBS
- Passo: Più di 3000mm
- Lunghezza totale: circa 5m
- Altezza totale: 950mm

### Motore
- Tipo:Renault RS27-2012, 2400cm³ (146,5 cu in) 90 ° V8, limitato a 18.000 giri aspirato, in posizione centrale
- Cilindrata: 2.4 litri
- Num. cilindri e disposizione: 8 a V 90º
- Regime massimo di rotazione: 18.000 giri
- Benzina: Total SA

### KERS
- Fornito dalla Red Bull Racing

### Trasmissione
- Cambio: Red Bull Technologies semi-automatico a sette marce con retromarcia
- Frizione: dischi in Carbonio
- Sistema di raffreddamento: Caterham F1 Team
- Idraulica: Red Bull Technologies

### Piloti
| Piloti ufficiali       | Piloti ufficiali    | Piloti ufficiali    |
| Nazione                | Nome                | Numero              |
| ---------------------- | ------------------- | ------------------- |
| Finlandia (bandiera)   | Heikki Kovalainen   | 20                  |
| Russia (bandiera)      | Vitalij Petrov      | 21                  |
| Collaudatori           |                     |                     |
| Nazione                | Nome                | Nome                |
| Paesi Bassi (bandiera) | Giedo van der Garde | Giedo van der Garde |
| Stati Uniti (bandiera) | Alexander Rossi     | Alexander Rossi     |
| Venezuela (bandiera)   | Rodolfo González    | Rodolfo González    |

## Stagione 2012

### Campionato
La stagione fu simile a quella precedente, con i piloti mai in grado di lottare per la zona punti a causa della scarsa competitività della vettura. I migliori risultati in gara furono due tredicesimi posti, ottenuti da Kovalainen e Petrov rispettivamente nel Gran Premio di Monaco e nel Gran Premio d'Europa e l'undicesima posizione conquistata da Petrov nel Gran Premio del Brasile che ha valso alla Caterham la 10ª posizione nel campionato costruttori.
La vettura si è mostrata in compenso molto affidabile, con soli 3 ritiri verificatisi in tutto l'arco della stagione: nella gara inaugurale in Australia con entrambi i piloti e a Montecarlo con Petrov.

## Risultati in Formula 1
| Anno | Team             | Motore  | Gomme | Piloti     |     |    |    |    |    |     |    |    |    |    |    |    |    |    |    |    |    |    |    |    | Punti | Pos. |
| ---- | ---------------- | ------- | ----- | ---------- | --- | -- | -- | -- | -- | --- | -- | -- | -- | -- | -- | -- | -- | -- | -- | -- | -- | -- | -- | -- | ----- | ---- |
| 2012 | Caterham F1 Team | Renault | P     | Kovalainen | Rit | 18 | 23 | 17 | 16 | 13  | 18 | 14 | 17 | 19 | 17 | 17 | 14 | 15 | 15 | 17 | 18 | 13 | 18 | 14 | 0     | 10º  |
| 2012 | Caterham F1 Team | Renault | P     | Petrov     | Rit | 16 | 18 | 16 | 17 | Rit | 19 | 13 | NP | 16 | 19 | 14 | 15 | 19 | 17 | 16 | 17 | 16 | 17 | 11 | 0     | 10º  |

| Legenda | 1º posto     | 2º posto | 3º posto    | A punti         | Senza punti/Non class.  | Grassetto – Pole position Corsivo – Giro più veloce |
| Legenda | Squalificato | Ritirato | Non partito | Non qualificato | Solo prove/Terzo pilota | Grassetto – Pole position Corsivo – Giro più veloce |